# Den tomme plads
Den tomme plads (Originaltitel: The Casual Vacancy) er en engelsk roman fra 2012, skrevet af forfatteren J.K. Rowling. Dette er forfatterens første roman for voksne, og den første bog hun har skrevet, som ikke omhandler troldmandslærlingen Harry Potter.
Bogen blev udgivet den 27. september af det engelske forlag Little, Brown and Company. I Danmark blev den udgivet af forlaget Gyldendal oversat af Agnete Dorph Stjernfelt.

## Handling
Bogen omhandler den typiske engelske landsby Pagford, som rystes af sognerådsmedlem Barry Fairbrothers pludselige dødsfald. Hans død efterlader en tom plads i sognerådet på et tidspunkt, hvor rådet er splittet på grund af det forfaldne socialbyggeri The Fields og afvænningsklinikken Bellchapel. Sognerådsformanden, Howard Mollison, ønsker The Fields knyttet til den nærliggende storby, Yarvil, og afvænningsklinikken lukket. Posten som sognerådsmedlem står mellem tre kandidater: Miles Mollison, Howards advokat-søn; Colin Wall, Barrys ven og viceinspektør på den lokale skole, samt den voldelige og småkriminelle far til to, Simon Price.
Barrys pludselige dødsfald, samt det kommende valg skaber stor tumult i den ellers så fredelige lille engelske landsby, og det gør ikke ligefrem tingene lettere, at både sognerådsmedlemmer og kandidater bliver groft personligt angrebet, af deres egne børn, som hver især hacker sig ind på sognerådets hjemmeside, under brugernavnet: Barry_Fairbrothers_Genfærd.